# Czarownica z Portobello
Czarownica z Portobello (port. A bruxa de Portobello) – powieść Paulo Coelho wydana w 2006 roku. W wydaniu oryginalnym książka zawiera 268 stron. Książka została przełożona na język polski przez Michała Lipszyca.

## Opis fabuły
Książka ukazuje historię Ateny – czy też Shirin Khalil, poszukującej sensu życia, młodej kobiety z dzieckiem, która zarówno w nowo poznawanych zwyczajach jak i ludziach próbuje odnaleźć wewnętrzną siłę, sens życia.
Początkowo pomaga w tym jej odnalezienie biologicznej matki, a także poznanie swojej nauczycielki Eddy, lecz dopiero gdy sama zaczyna uczyć – kolegów z pracy, żonę przyjaciela, ludzi z teatru, tłumy – naprawdę odnajduje sens. Od tańca, nauki kaligrafii, przechodzi do widzenia aur i przewidywania ludzkich problemów oraz ich rozwiązywania, wszystko dzięki "Wielkiej Matce".